# Constance Lloyd

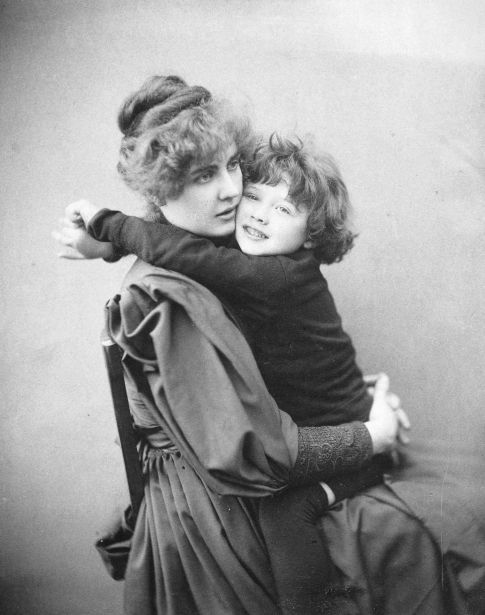
Constance tillsammans med sonen Cyril.

Constance Mary Lloyd, eller Constance Wilde, född 2 januari 1859, död 7 april 1898, var en irländsk barnboksförfattare och hustru till författaren Oscar Wilde.
Constance Lloyd gifte sig med Oscar Wilde 29 maj 1884 och debuterade som författare 1888 med barnboken There was once. Tillsammans med maken var hon även involverad i deras reform movement, som ville ge alternativ till det viktorianska klädmodet. 
Det är okänt huruvida Constance Wilde hade vetskap om makens homosexuella läggning innan det offentliga avslöjande som resulterade i domstol och fängelse för Wilde. 1891 mötte hon första gången hans älskare lord Alfred Douglas i hemmet på Tite Street, London. Fyra år senare åtalades Oscar Wilde för sodomi och ställdes inför rätta.
Efter att ensam i sällskap med barnen blivit nekad rum på ett hotell på grund av namnet Wilde, antog Constance efternamnet Holland. Hon skilde sig aldrig från Wilde och besökte honom vid ett tillfälle i fängelset. Genom laglig hjälp såg hon också till att Wilde fråntogs alla föräldrarättigheter och han återsåg aldrig sina två söner.
I april 1898 föll hon nerför trapporna i sitt hem och drabbades av paralys. Hon avled i sviterna av en ryggoperation. Constance Holland är begraven i Genua.